# World Qualification Event 2019
World Qualification Event 2019 – turniej barażowy do mistrzostw świata w curlingu, który odbył się w dniach 18 - 23 stycznia 2019 w nowozelandzkim Naseby. Zawody były współorganizowane przez Nowozelandzkie Stowarzyszenie Curlingu i Australijską Federację Curlingu, dlatego Australia miała status współgospodarza.
Był to pierwszy w historii turniej z cyklu World Qualification Event. W turnieju wzięło udział po 8 drużyn męskich i żeńskich reprezentujących 11 państw.
Zespoły walczyły o kwalifikacje na Mistrzostwa Świata w Curlingu 2019, którą uzyskały po 2 najlepsze drużyny.

## Kwalifikacje

### Kobiety
- gospodarz:
  -  Nowa Zelandia
- Mistrzostwa Europy 2018 - 8 i 9 zespół dywizji A oraz 1 i 2 zespół dywizji B:
  -  Czechy[a]
  -  Finlandia
  -  Norwegia[b]
  -  Estonia
  -  Węgry[a]
  -  Polska[b]
- 3 i 4 zespół Mistrzostw Azji i Strefy Pacyfiku 2018:
  -  Chiny
  -  Hongkong
- zespół ze strefy Ameryk:
  -  Brazylia

### Mężczyźni
- współgospodarz:
  -  Australia
- Mistrzostwa Europy 2018 - 8 i 9 zespół dywizji A oraz 1 i 2 zespół dywizji B:
  -  Holandia
  -  Finlandia[c]
  -  Dania
  -  Anglia
  -  Polska[c]
- 3 i 4 zespół Mistrzostw Azji i Strefy Pacyfiku 2018:
  -  Korea Południowa
  -  Nowa Zelandia
- 2 zespół Challenge'u Ameryk 2018:
  -  Gujana[d]
  -  Brazylia[d]

## System rozgrywek
Round Robin rozegrany został w systemie kołowym (każdy z każdym). Do fazy play-off awansowały trzy najlepsze drużyny. W I rundzie fazy play-off 1 drużyna po Round Robin zagrała z 2 drużyną. Zwycięzca tego pojedynku uzyskiwał kwalifikację, a przegrany zmierzył się z 3 drużyną po Round Robin o drugie miejsce promowane awansem.

## Kobiety

### Round Robin
|   | Państwo       | Skip              | W | P |
| - | ------------- | ----------------- | - | - |
| 1 | Finlandia     | Oona Kauste       | 7 | 0 |
| 2 | Chiny         | Mei Jie           | 6 | 1 |
| 3 | Węgry         | Dorottya Palancsa | 5 | 2 |
| 4 | Brazylia      | Anne Shibuya      | 3 | 4 |
| 5 | Estonia       | Marie Turmann     | 3 | 4 |
| 6 | Hongkong      | Hung Ling-Yue     | 2 | 5 |
| 7 | Polska        | Marta Pluta       | 2 | 5 |
| 8 | Nowa Zelandia | Bridget Becker    | 0 | 7 |

     Kwalifikacja do fazy play-off

### Play-off
I runda:  Finlandia -  Chiny 3:4

II runda:  Finlandia -  Węgry 8:1

### Klasyfikacja końcowa
|  | Kwalifikacja do Mistrzostw Świata Kobiet 2019 |

|   | Państwo       | Skip              |
| - | ------------- | ----------------- |
| 1 | Chiny         | Mei Jie           |
| 2 | Finlandia     | Oona Kauste       |
| 3 | Węgry         | Dorottya Palancsa |
| 4 | Brazylia      | Anne Shibuya      |
| 5 | Estonia       | Marie Turmann     |
| 6 | Hongkong      | Hung Ling-Yue     |
| 7 | Polska        | Marta Pluta       |
| 8 | Nowa Zelandia | Bridget Becker    |

## Mężczyzni

### Round Robin
|   | Państwo          | Skip                    | W | P |
| - | ---------------- | ----------------------- | - | - |
| 1 | Korea Południowa | Kim Soo-Hyuk            | 6 | 1 |
| 2 | Anglia           | Andrew Reed             | 5 | 2 |
| 3 | Holandia         | Jaap van Dorp           | 5 | 2 |
| 4 | Nowa Zelandia    | Scott Becker            | 5 | 2 |
| 5 | Polska           | Borys Jasiecki          | 4 | 3 |
| 6 | Australia        | Ian Palangio            | 1 | 6 |
| 7 | Dania            | Ulrik Damm              | 1 | 6 |
| 8 | Brazylia         | Marcelo Cabral de Mello | 1 | 6 |

     Kwalifikacja do fazy play-off

### Play-off
I runda:  Korea Południowa -  Anglia 7:3

II runda:  Anglia -  Holandia 6:8

### Klasyfikacja końcowa
|  | Kwalifikacja do Mistrzostw Świata Mężczyzn 2019 |

|   | Państwo          | Skip                    |
| - | ---------------- | ----------------------- |
| 1 | Korea Południowa | Kim Soo-Hyuk            |
| 2 | Holandia         | Jaap van Dorp           |
| 3 | Anglia           | Andrew Reed             |
| 4 | Nowa Zelandia    | Scott Becker            |
| 5 | Polska           | Borys Jasiecki          |
| 6 | Australia        | Ian Palangio            |
| 7 | Dania            | Ulrik Damm              |
| 8 | Brazylia         | Marcelo Cabral de Mello |